# Bavikhove
Bavikhove é uma vila e deelgemeente do município de Harelbeke, província de Flandres Ocidental na Bélgica. Em 1 de Janeiro de 2006, tinha 3.835 habitantes e uma área de 6,69 km².

Bavikhove no município de Harelbeke e na Bélgica.